# روبرتو سوریانو
روبرتو سوریانو (ایتالیایی: Roberto Soriano؛ زاده ۸ فوریهٔ ۱۹۹۱) بازیکن فوتبال اهل ایتالیا است.